# Idiocnemis zebrina
Idiocnemis zebrina är en trollsländeart. Idiocnemis zebrina ingår i släktet Idiocnemis och familjen flodflicksländor.

## Underarter
Arten delas in i följande underarter:
- I. z. zebrina
- I. z. sufficiens